# 小西美加
小西 美加（こにし みか、1983年4月18日 - ）は、京都市上京区出身で、日本女子プロ野球機構（JWBL）に所属した女子プロ野球選手。

## 概要
ポジションは投手であるが、登板のない試合では三塁手や中堅手としても出場している。右投右打。
IBAF女子ワールドカップに3回出場するなど野球女子日本代表の中心選手として活躍する一方、JWBL（当初はGPBL）ではリーグの第一人者の立場となっており、初年度（2010年度）の投手3冠など数多くのタイトルを獲得している。兄の小西正則は2006年に行われた第16回IBAFインターコンチネンタルカップ日本代表にも選ばれた社会人野球選手で、この年は美加も初めてワールドカップ代表に選ばれたことから「史上初の兄妹野球日本代表」として注目された。他に姉が1人いる。

## 経歴

### プロ入り前
小学校の頃、仁和ホワイトホースで野球を始める。チーム唯一の女子だったが、6年次にはエースとキャプテンを務めるようになる。その後中学では、陸上部に所属し、高校で男子野球部に入部するための体力づくりに励んでいた。しかし、高校生の兄の所属する野球部の練習を見学したことで男女の体力差を実感し、ソフトボールへの転向を決意した。
北嵯峨高校では京都選抜として国体に出場、龍谷短大ではソフトボール選手権3位と、ソフトボール選手として結果を残した。しかし野球を忘れることが出来ず、短大3年次に女子硬式野球日本代表のセレクションを受け合格。以後、エースナンバー18を背負ってIBAF女子ワールドカップに第2回・第3回と連続で出場するなど、名実ともに日本のエースと呼ばれるようになる。
短大卒業後は、上田玲ら2人と硬式野球クラブ大阪ブレスを設立し主将を務める一方で、スポーツクラブのインストラクターなどのアルバイトや、上田の誘いでリーフラス株式会社のベースボールスクール・ポルテで子供の野球指導をしていた。
2009年に日本女子プロ野球機構の設立が決まると、トライアウトを受験し合格。同年12月のドラフト会議で全チームから1位指名(投手部門)を受け、兵庫スイングスマイリーズへの加入が決定した。プロ入りが決定した時に小西が立てた2つの目標は「130km/hを出すこと」「リーグ初ホームランを打つこと」であった。

### プロ入り後

#### 兵庫スイングスマイリーズ時代

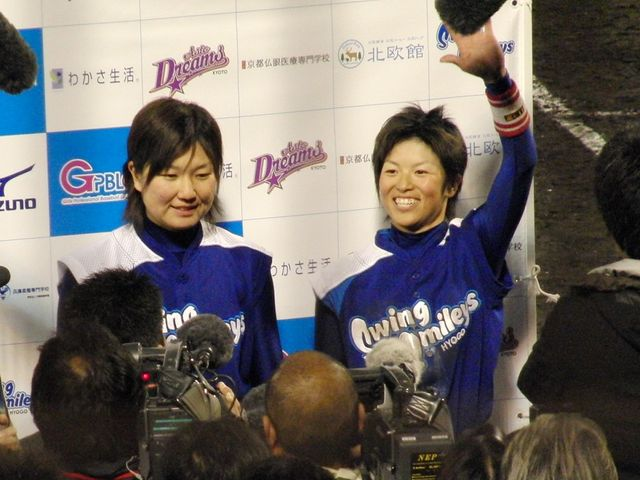
シンデレラインタビューを受ける小西（左）（2010年）

1年目の2010年は最多勝・最優秀防御率・最多奪三振の投手3冠を達成。その他にも登板数・完封数・投球回数など投手部門の多くの項目でリーグ1位となった。野手としても盗塁王のタイトルを獲得し、打点もリーグ2位となるなど投打に渡って圧倒的な実力を見せ付け、チームの前後期連続優勝に大きく貢献した。なお、前回大会まで2回連続で代表に選ばれていた第4回IBAF女子ワールドカップには、機構側がリーグ戦に専念するためにセレクションへの参加自体を見送る方針を示したため選ばれなかった。
2011年は防御率は荒井蛍に次ぐ2位で2年連続の投手3冠は逃したが、前年に続いて最多勝と最多奪三振のタイトルを獲得。この年の登板数26に対し13完投を記録し、ちょうど日本プロ野球機構（NPB）の規定投球回にあたる144イニングを投げた。野手としては、7月23日の後期1回戦でGPBL史上初本塁打となるレフト柵越え本塁打を打ち2つの目標の片方を達成。最終的に2本塁打を記録して本塁打王のタイトルを獲得した（ちなみにこの年本塁打を打った選手は小西のみである）。2年連続の前後期優勝に貢献し、前年は川保麻弥との比較で惜しくも受賞を逃したMVP（角谷賞）も受賞した。シーズン終了後にリーグ3球団目となる大阪ブレイビーハニーズの設立に伴い、大阪に移籍。

#### 大阪ブレイビーハニーズ時代
小西より年上の選手が全てリーグを離れ、リーグ最年長選手として迎えた2012年は、前年まで常時レギュラーで出場していた選手は小西と小久保志乃の2人だけというチーム事情の中で大黒柱として期待された。序盤戦は負けが込むチームの中で自身もプロではこれまで例がないほどの不調に苦しみ、4月8日の京都アストドリームス戦で4回途中8失点KOされた際には「どん底に落ちた」とまで発言している。しかし次の登板となった4月14日の古巣兵庫戦でチーム初勝利となる完投勝利を挙げると次第に復調し、第5回IBAF女子ワールドカップ日本代表にも2大会ぶりに選ばれ、2勝を挙げて日本の3大会連続優勝に貢献する。なお小西は過去に出場したワールドカップ、および女子プロ野球では一貫して背番号18を付けてきたが、この大会では里綾実が前回大会に続いて18を付けたため、兄の正則も日本代表で付けた背番号20でプレーした。
リーグ戦では前期は序盤の不振が響いて5勝5敗の五分の数字だったが、後期は6勝3敗の数字を残して後期優勝に貢献。ただし過去2年間3割を大きく超えていた打率は規定打席到達者では下から2番目となる.231に終わった。11月5日に行われた京都との総合優勝決定戦では5失点ながら完投、さらにホームランを打ったり決勝点となる押し出し死球を受けるなど投打ともに活躍を見せた。この年はMVP、最多勝、最優秀防御率に加えてこの年から表彰となった最多イニングのタイトルを獲得。小西を含む5人が並んだ本塁打王も、優勝決定戦でのホームランが評価されて単独の受賞となった。
なおこの年GPBLは観客数が前年の約3割に激減したことから（ただしこの年から無料招待客を減らしたという事情もある）、スポンサーを務めるわかさ生活社長の角谷建耀知はこの年限りでのリーグ打ち切りをいったん決断するが、年間40試合、しかも7イニング制のGPBLにおいてNPBの規定投球回並みのイニングを投げ（この年は140回2/3）、優勝決定戦でも自らホームランを打った小西の姿を見て翻意したとコンベンションの場で述べ、それを聞いた小西が泣きながら挨拶するというシーンがあった。

#### ウエスト・フローラ時代
2013年は関東進出に伴うリーグ再編により、関西地区のウエスト・フローラに所属することが1月17日に発表された。ウエスト・フローラは小西の地元である京都アストドリームスの後継球団であるが、小西は前年までの関西3チームの中ではアストドリームスのみ在籍経験がなかったため「やっと京都の人に応援してもらえる」とチームのブログでコメントしている。また、この年はプロ4年目で初めてチームの主将を務めることになった。
2019年11月1日、今季限りで女子プロ野球リーグを退団することが発表された。

#### 引退後
2019年12月に「こにたんプロジェクト」として世界の野球普及活動を開始。

## 詳細情報

### 年度別投手成績
| 年 度 | チ ｜ ム     | 防 御 率 | 試 合 数 | 勝 数 | 敗 数 | セ ｜ ブ | ホ ｜ ル ド | 完 投 | 完 投 勝 | 完 封 | 無 四 球 | 打 者 | 投 球 回 (1) | 投 球 回 (2) | 被 安 打 | 被 本 塁 打 | 奪 三 振 | 与 四 球 | 与 死 球 | 犠 打 | 犠 飛 | 暴 投 | ボ ｜ ク | 失 点 | 自 責 点 | 勝 率 |
| ----- | ------------ | -------- | -------- | ----- | ----- | -------- | ----------- | ----- | -------- | ----- | -------- | ----- | ------------ | ------------ | -------- | ----------- | -------- | -------- | -------- | ----- | ----- | ----- | -------- | ----- | -------- | ----- |
| 2010  | スマイリーズ | 1.79     | 22       | 9     | 4     | 1        | 0           | 6     | 3        | 2     | 1        | 509   | 121          | 0            | 103      | 0           | 66       | 44       | 11       | 19    | 0     | 8     | 0        | 36    | 24       | .692  |
| 2011  | スマイリーズ | 1.99     | 26       | 16    | 5     | 3        | 0           | 13    | 10       | 2     | 1        | 609   | 144          | 0            | 133      | 0           | 55       | 66       | 11       | 30    | 5     | 14    | 0        | 58    | 41       | .762  |
| 2012  | ハニーズ     | 2.14     | 22       | 11    | 8     | 0        | 0           | 13    | 6        | 3     | 2        | 612   | 140          | 2/3          | 148      | 0           | 51       | 55       | 4        | 30    | 3     | 10    | 0        | 60    | 43       | .579  |
| 2013  | フローラ     | 2.93     | 28       | 7     | 5     | 4        | 0           | 8     | 3        | 2     | 1        | 460   | 105          | 0            | 104      | 0           | 29       | 51       | 6        | 21    | 1     | 8     | 2        | 48    | 44       | .583  |
| 2014  | フローラ     | 2.03     | 13       | 3     | 1     | 6        | 0           | 2     | 1        | 1     | 1        | 157   | 38           | 0            | 36       | 0           | 22       | 20       | 0        | 3     | 0     | 2     | 0        | 12    | 11       | .750  |
| 2015  | フローラ     | 3.09     | 15       | 4     | 4     | 0        | 1           | 2     | 0        | 0     | 0        | 281   | 68           | 0            | 64       | 2           | 30       | 32       | 10       | 21    | 3     | 1     | 0        | 30    | 30       | .500  |
| 2016  | フローラ     | 2.88     | 28       | 9     | 9     | 1        | 0           | 5     | 3        | 0     | 0        | 532   | 119          | 1/3          | 106      | 0           | 63       | 81       | 8        | 24    | 7     | 14    | 0        | 54    | 49       | .500  |
| 2017  | フローラ     | 3.58     | 22       | 7     | 8     | 0        | 0           | 7     | 5        | 2     | 0        | 490   | 103          | 2/3          | 116      | 1           | 50       | 54       | 6        | 20    | 5     | 4     | 0        | 72    | 53       | .467  |
| 2018  | フローラ     | 1.84     | 26       | 5     | 3     | 11       | 0           | 0     | 0        | 0     | 0        | 268   | 61           | 0            | 53       | 0           | 30       | 25       | 5        | 10    | 2     | 8     | 0        | 22    | 16       | .625  |
| 2019  | フローラ     | 2.13     | 27       | 11    | 8     | 0        | 2           | 8     | 4        | 2     | 0        | 536   | 121          | 2/3          | 120      | 2           | 59       | 55       | 9        | 19    | 2     | 6     | 1        | 54    | 37       | .579  |
| 通算  | -            | 2.38     | 229      | 82    | 55    | 26       | 3           | 64    | 35       | 14    | 6        | 4454  | 1022         | 1/3          | 983      | 5           | 455      | 483      | 70       | 197   | 28    | 75    | 3        | 447   | 348      | .599  |

- 2019年度シーズン終了時。
- 赤太字は女子プロ野球記録。
- 「-」は記録なし。

### 年度別打撃成績
| 年 度 | チ ｜ ム     | 打 率 | 試 合 数 | 打 席 数 | 打 数 | 得 点 | 安 打 | 単 打 | 二 塁 打 | 三 塁 打 | 本 塁 打 | 塁 打 | 打 点 | 三 振 | 併 殺 | 四 球 | 死 球 | 犠 打 | 犠 飛 | 盗 塁 | 盗 塁 刺 | 失 策 | 勝 利 打 点 | 出 塁 率 | 長 打 率 |
| ----- | ------------ | ----- | -------- | -------- | ----- | ----- | ----- | ----- | -------- | -------- | -------- | ----- | ----- | ----- | ----- | ----- | ----- | ----- | ----- | ----- | -------- | ----- | ----------- | -------- | -------- |
| 2010  | スマイリーズ | .325  | 40       | 184      | 163   | 36    | 53    | 37    | 12       | 4        | 0        | 73    | 29    | 22    | 3     | 17    | 3     | 0     | 1     | 28    | 2        | 9     | 0           | .397     | .448     |
| 2011  | スマイリーズ | .324  | 50       | 183      | 148   | 29    | 48    | 34    | 9        | 3        | 2        | 69    | 24    | 15    | 5     | 24    | 6     | 1     | 4     | 12    | 4        | 8     | 0           | .429     | .466     |
| 2012  | ハニーズ     | .231  | 39       | 139      | 117   | 14    | 27    | 20    | 5        | 1        | 1        | 37    | 20    | 14    | 3     | 20    | 0     | 0     | 1     | 12    | 1        | 6     | 0           | .341     | .316     |
| 2013  | フローラ     | .233  | 41       | 84       | 73    | 12    | 17    | 9     | 8        | 0        | 0        | 25    | 10    | 12    | 0     | 9     | 1     | 1     | 0     | 5     | 0        | 5     | 1           | .325     | .343     |
| 2014  | フローラ     | .312  | 34       | 117      | 93    | 21    | 29    | 19    | 6        | 4        | 0        | 43    | 18    | 8     | 1     | 17    | 1     | 1     | 5     | 15    | 1        | 4     | 3           | .405     | .462     |
| 2015  | フローラ     | .291  | 51       | 123      | 103   | 18    | 30    | 19    | 9        | 2        | 0        | 43    | 13    | 15    | 0     | 14    | 1     | 4     | 1     | 9     | 2        | 0     | 3           | .378     | .418     |
| 2016  | フローラ     | .200  | 37       | 30       | 25    | 3     | 5     | 3     | 2        | 0        | 0        | 7     | 2     | 1     | 0     | 1     | 1     | 2     | 1     | 3     | 0        | 3     | 0           | .250     | .280     |
| 2017  | フローラ     | .267  | 43       | 71       | 60    | 11    | 16    | 13    | 2        | 0        | 1        | 21    | 8     | 7     | 0     | 7     | 1     | 2     | 1     | 11    | 0        | 3     | 1           | .348     | .350     |
| 2018  | フローラ     | .000  | 27       | 1        | 1     | 0     | 0     | 0     | 0        | 0        | 0        | 0     | 0     | 0     | 0     | 0     | 0     | 0     | 0     | 0     | 0        | 0     | 0           | .000     | .000     |
| 2019  | フローラ     | 1.000 | 28       | 1        | 1     | 0     | 1     | 1     | 0        | 0        | 0        | 1     | 0     | 0     | 0     | 0     | 0     | 0     | 0     | 0     | 0        | 0     | 0           | 1.000    | 1.000    |
| 通算  | -            | .287  | 390      | 933      | 784   | 144   | 226   | 155   | 53       | 14       | 4        | 319   | 124   | 94    | 12    | 109   | 14    | 11    | 14    | 95    | 10       | 38    | 8           | .379     | .407     |

- 2019年度シーズン終了時。
- 「-」は記録なし。

### タイトル
- 最優秀防御率：2回（2010年、2012年）
- 最多勝：4回（2010年、2011年、2012年、2019年）
- 最多奪三振：3回（2010年、2011年、2016年）
- 最多イニング：1回（2012年）
- 最多セーブ：1回（2014年）
- 最多盗塁：1回（2010年）
- 最多本塁打：2回（2011年、2012年）

### 表彰
- 年間MVP（角谷賞）：2回（2011年、2012年）
- ベストナイン：2回（投手部門：2011年、2012年）
- ゴールデングラブ：1回（投手部門：2019年）
- 太田幸司賞：1回（2012年）
- 特別賞：1回（2012年（授賞理由：第5回女子野球ワールドカップにて日本代表3連覇へ貢献））
- 月間MVP：5回（投手部門：2015年9月度、2016年6月・8月・9月度、2018年7月度）

### 記録
- 50勝：2015年9月26日、対兵庫ディオーネ（淡路佐野第一球場）、先発登板で5回無失点[6]
- 100安打：2011年10月1日、対京都アストドリームス後期19回戦（ほっともっとフィールド神戸）、3回裏に小久保志乃から左翼線2塁打
- 200安打：2015年9月20日、対埼玉アストライア22回戦（所沢航空公園野球場）、4回表に半田渚から中前打[7]
- 200奪三振：2013年10月5日、アストライア戦、5回表に中野菜摘から空振り三振
- 300奪三振：2016年9月10日、対埼玉アストライア戦、1回表に出口彩香から見逃し三振
- 400奪三振：2019年3月30日、対埼玉アストライア3回戦（わかさスタジアム京都）、2回表にみなみから空振り三振 ※史上初

### 背番号
- 18 (2010年 - 2019年)